# Claude Villaret
Pour les articles homonymes, voir Villaret.
Claude Villaret, né vers 1715 à Paris où il est mort en février 1766, est un homme de lettres français, devenu historien après avoir été successivement romancier, auteur dramatique et comédien.

## Biographie
Destiné tout d'abord au barreau, il montre peu de goût pour l'étude et mène une vie dissipée. Il publie anonymement un pamphlet satirique contre les auteurs et acteurs du jour, n'épargnant que Jean-Baptiste Rousseau qui venait de mourir. Il fait paraître plusieurs romans licencieux, dont le premier est imité de Paméla de Samuel Richardson. Il compose aussi des stances et une comédie, écrite en collaboration avec Antoine Bret, qui est jouée sans succès au Théâtre-Français. En 1748, le désordre de ses affaires est tel qu'il doit quitter Paris. Il s'éprend alors d'une comédienne et, sous le nom de Dorval, se fait lui-même acteur. Il se produit dans diverses villes de province et finit par devenir directeur de troupe à Liège vers 1756. Renonçant alors à la scène, il revient à Paris où il publie en 1759 une réfutation de la Lettre sur les spectacles adressée à d'Alembert par Jean-Jacques Rousseau. Il compose la même année un recueil de citations intitulé L'Esprit de Monsieur de Voltaire.
Sa vie prend dès lors un nouveau tournant. Des amis lui procurent une place de premier commis de la Chambre des comptes, dont les archives avaient été en partie détruites lors d'un incendie en 1738. Chargé de les mettre en ordre, Villaret étudie les annales de la monarchie française et fait preuve d'une certaine aptitude aux recherches historiques. On lui propose alors de prendre la relève de l'abbé Velly, qui venait de mourir après avoir composé les sept premiers volumes de sa monumentale Histoire de France. Les deux premiers volumes que rédige Villaret sont un succès, à la grande satisfaction des libraires, qui augmentent considérablement ses émoluments. Son travail est commenté par Grimm, scruté par Voltaire, évalué par le Journal des sçavans ainsi que par de nombreux historiens. On crée pour lui le titre de secrétaire des Ducs et Pairs. Il mène parallèlement d'autres travaux historiques, mais il meurt d'une urémie, vers l'âge de 51 ans, avant d'avoir pu achever son ouvrage majeur, lequel ne sera finalement complété que vingt ans plus tard par Jean-Jacques Garnier.

## Publications
- Prédictions générales et particulières pour l'année MDCCXLI et autres, 1741
- L'Antipamela ou Memoires de M. D.***, 1742
- Le Cocq ou Mémoires du chevalier de V***, 1742 Texte en ligne
- Lettre à M. de V*** sur sa tragédie de Mahomet, 1742
- Histoire du cœur humain ou Mémoires du Marquis de ***, 2 vol., 1743
- Stances sur la campagne du roy, 1744 Texte en ligne
- Le Quartier d'hiver, comédie en 1 acte et en vers, avec Antoine Bret et Claude Godard d'Aucour, Paris, Théâtre-Français, 4 décembre 1744
- La Belle Alsacienne, ou Telle mère telle fille, attribué aussi à Antoine Bret, 1745 Texte en ligne
- Considerations sur l'art du theatre. D*** à M. Jean-Jacques Rousseau, citoyen de Geneve, ou Lettre d'un écolier de philosophie a monsieur J. J. Rousseau, citoyen de Genêve & habitant de Montmorency. En réponse à sa lettre à M. d'Alembert sur les spectacles, 1759 Texte en ligne
- L'Esprit de Monsieur de Voltaire, 1759 Texte en ligne
- Histoire de France depuis l'etablissement de la monarchie jusqu'au regne de Louis XIV, commencée par Paul François Velly en 1755, continuée par Claude Villaret de 1760 à 1766 et terminée par Jean-Jacques Garnier de 1767 à 1786, 31 vol., 1755-1786